# فرد هنري ديفيس
فرد هنري ديفيس (بالإنجليزية: Fred Henry Davis)‏ هو قاضي وسياسي أمريكي، ولد في 18 مايو 1894، وتوفي في 20 يونيو 1937. انتخب عضو مجلس نواب فلوريدا.